# محمدعلی کشاورز
محمّدعلی کشاورز (۲۶ فروردین ۱۳۰۹ – ۲۵ خرداد ۱۳۹۹) بازیگر اهل ایران بود. وی دارای نشان درجه یک فرهنگ و هنر بود. از کشاورز، در کنار داوود رشیدی، عزت‌الله انتظامی، جمشید مشایخی و علی نصیریان به سبب تأثیرشان در فیلم‌های ایرانی به عنوان پنج بازیگر مرد ماندگار تاریخ تئاتر، سینما و تلویزیون ایران (پنج تن سینمای ایران) یاد شده‌است.
فعالیت سینمایی کشاورز در سال ۱۳۴۳ با بازی در شب قوزیِ فرخ غفاری آغاز شد و در خشت و آینه (۱۳۴۴) با ابراهیم گلستان کار کرد. او سپس نقش مکمل آقای هالو (۱۳۴۹)، رگبار (۱۳۵۱) و صادق کرده (۱۳۵۱) را داشت. مجموعهٔ تلویزیونی هزاردستان نخستین همکاری‌اش با علی حاتمی بود که با چند اثر دیگر، از جمله فیلم مادر (۱۳۶۸) ادامه پیدا کرد که برای آن نامزد سیمرغ بلورین بهترین بازیگر مرد جشنواره فیلم فجر شد. کشاورز با بازی در نقش اصلی زیر درختان زیتون (۱۳۷۳) ساختهٔ عباس کیارستمی مورد توجه قرار گرفت.
او از اوایل دههٔ ۱۳۸۰ کم‌کار شد و در خرداد سال ۱۳۹۹ بر اثر نارسایی کلیه در ۹۰ سالگی درگذشت.

## آغاز زندگی و تحصیل
محمدعلی کشاورز در ۲۶ فروردین ۱۳۰۹ در محلهٔ سیچان اصفهان زاده شد. او فرزند دوم خانواده بود. نام خانوادگی پیشین او، «اصلانی» بوده‌است؛ خاندان وی از گرجی‌های ایران بودند که در زمان شاه عباس بزرگ به ایران آمدند و مسلمان شدند. این خاندان بخش قابل توجهی از جمعیت گرجیان اصفهان و فریدون‌شهر را تشکیل می‌دهند. پدرش به‌دلیل اینکه کشاورز بود نام خانوادگی‌اش را به کشاورز تغییر داد. آن زمان در خانهٔ کشاورز جلسات مولاناخوانی برگزار می‌شد.
هنگام خدمت سربازی، کشاورز پس از دوره آموزشی در پادگان آموزشی ۰۵ سرآسیاب به کرمان منتقل شد. او در دوره سربازی چند تئاتر آماتور با دوستانش کار کرد و پس از پایان سربازی، به تهران آمد و یک دوره سه ساله‌ای را در هنرستان هنرپیشگی گذراند. برخی از استادانش در این دوره علی‌اصغر گرمسیری، حبیب یغمایی و اسماعیل مهرتاش بودند. او در رشته پزشکی نیز پذیرفته شد اما به‌دلیل اینکه «با روحیات[ش] سازگار» نبود، از تحصیل در این رشته انصراف داد و سپس به دانشکده هنرهای دراماتیک تهران رفت. عنوان پایان‌نامهٔ او تأثیر متقابل جامعه و هنر و استاد راهنمایش نیز امیرحسین آریان‌پور بود. او از فارغ التحصیلان رشته نقشه‌برداری نیز بود و مجری‌گری برخی برنامه‌های مربوط به نقشه‌برداری در صدا و سیما به عهدهٔ وی بوده‌است.
کشاورز در سال ۱۳۴۹ هنگامی ۴۰ سال سن داشت، با مونا طاهری ازدواج کرد که در سال ۱۳۵۲ این ازدواج به جدایی انجامید و پس از آن دیگر ازدواج نکرد. نتیجه این ازدواج دختری به نام نلی است که در بلژیک زندگی و در دانشگاه نقاشی تدریس می‌کند. او دربارهٔ این ازدواج گفت: «یک بار عاشق شدیم و برای همیشه عشق را کنار گذاشتیم و برای هفت پشتمان بس است!»

## زندگی حرفه‌ای
نخستین کار هنری محمدعلی کشاورز بازی در تله‌تئاتر «خودکشی» به کارگردانی علی نصیریان در سال ۱۳۳۹ بود. سپس در نمایش‌هایی همچون ویولن‌ساز کره‌مونا، آنتیگون، آندورا، ادیپوس شهریار، بازی استریندبرگ بازی کرد.
کشاورز با فیلم‌سازان نامداری چون فرخ غفاری، ابراهیم گلستان، والریو زورلینی، بهرام بیضایی، ناصر تقوایی، نادر ابراهیمی، علی حاتمی، داریوش مهرجویی، و عباس کیارستمی همکاری کرده‌است و با بازیگرانی غیرایرانی چون آنتونی کوئین، و ماکس فون سیدو همبازی بوده‌است.

## درگذشت
کشاورز در ۳ خرداد ۱۳۹۹ بر اثر مشکل کلیه در بیمارستان آتیه در ایوانک تهران بستری شد و در ۲۵ خرداد ۱۳۹۹ بر اثر نارسایی کلیه، در ۹۰ سالگی درگذشت. پیکر او در ۲۷ خرداد در قطعه هنرمندان بهشت زهرا به خاک سپرده شد.

## فیلم‌شناسی

### مجموعه‌های تلویزیونی
محمدعلی کشاورز در سال ۱۳۴۷ به تلویزیون رفت و کارگردانی هنری قسمت‌هایی از سریال خانهٔ قمر خانم را به عهده گرفت. از آثار ماندگار وی می‌توان به مجموعه‌های تلویزیونی دایی‌جان ناپلئون، آتش بدون دود، هزاردستان (در نقش شعبان استخوانی)، سربداران (در نقش خواجه قشیری)، افسانه سلطان و شبان (در نقش خواب‌گزار اعظم)، پدرسالار و گرگ‌ها اشاره کرد.

### فیلم‌های سینمایی
محمدعلی کشاورز برای نخستین‌بار در سال ۱۳۴۳ با فیلم شب قوزی ساخته فرخ غفاری بازیگری سینما را نیز تجربه کرد و تا سال ۱۳۸۷ در ۴۷ فیلم سینمایی ایفای نقش کرده‌است. از جمله کارهای قابل توجه او می‌توان به رگبار، خشت و آینه، برزخی‌ها، کمال‌الملک، مردی که موش شد، کفش‌های میرزا نوروز، مادر، جستجو در جزیره، ناصرالدین‌شاه آکتور سینما، دلشدگان، آقای بخشدار، زیر درختان زیتون، روز واقعه، و کمیته مجازات اشاره کرد.

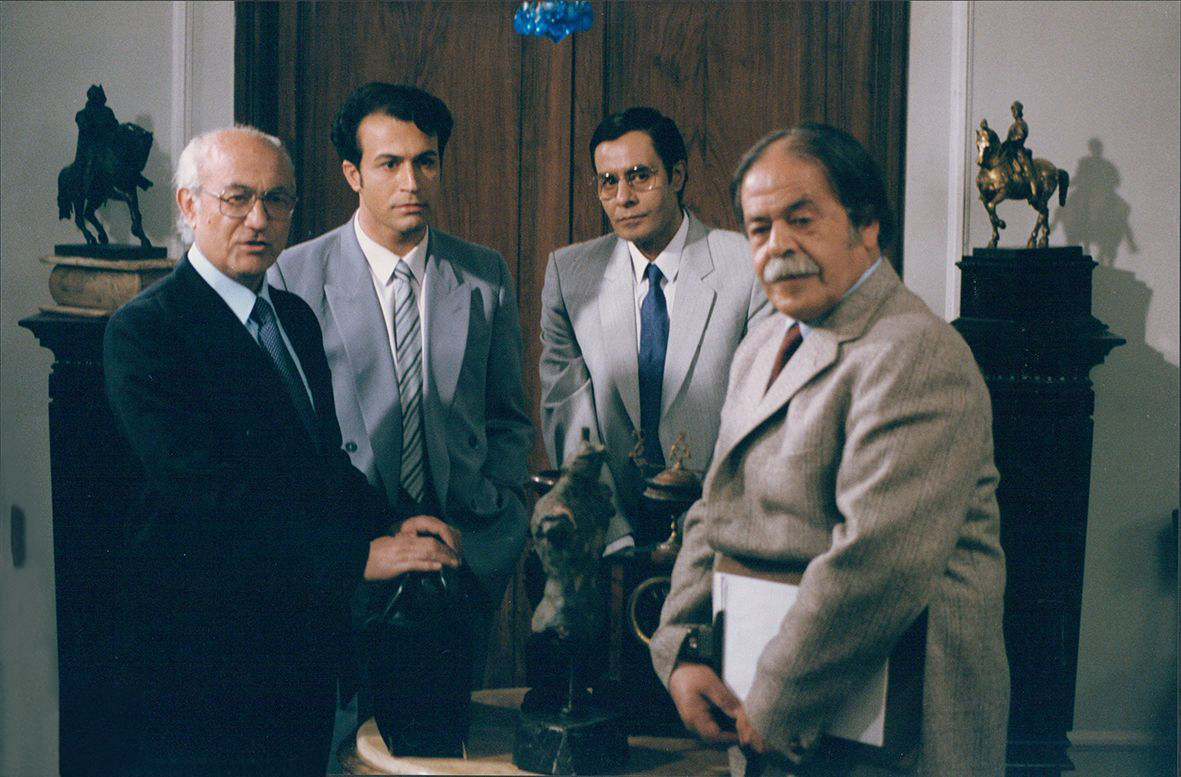
محمدعلی کشاورز، در کنار خسرو شکیبایی، دانیال حکیمی و غلامرضا طباطبایی در فیلم سینمایی لژیون
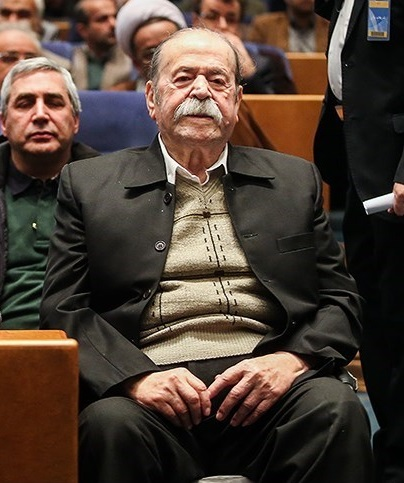
مراسم تودیع و معارفه رئیس سازمان صدا و سیما، سال ۲۰۱۴
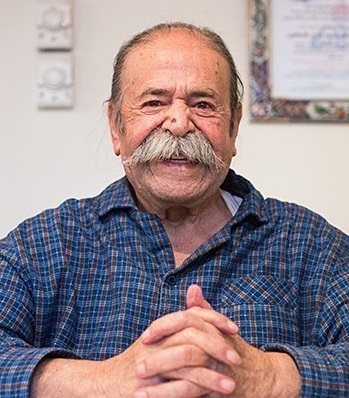
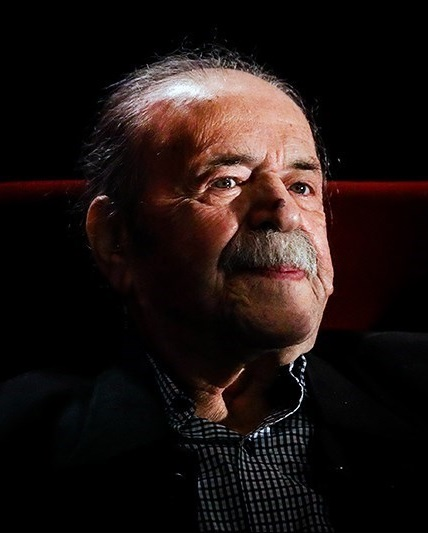
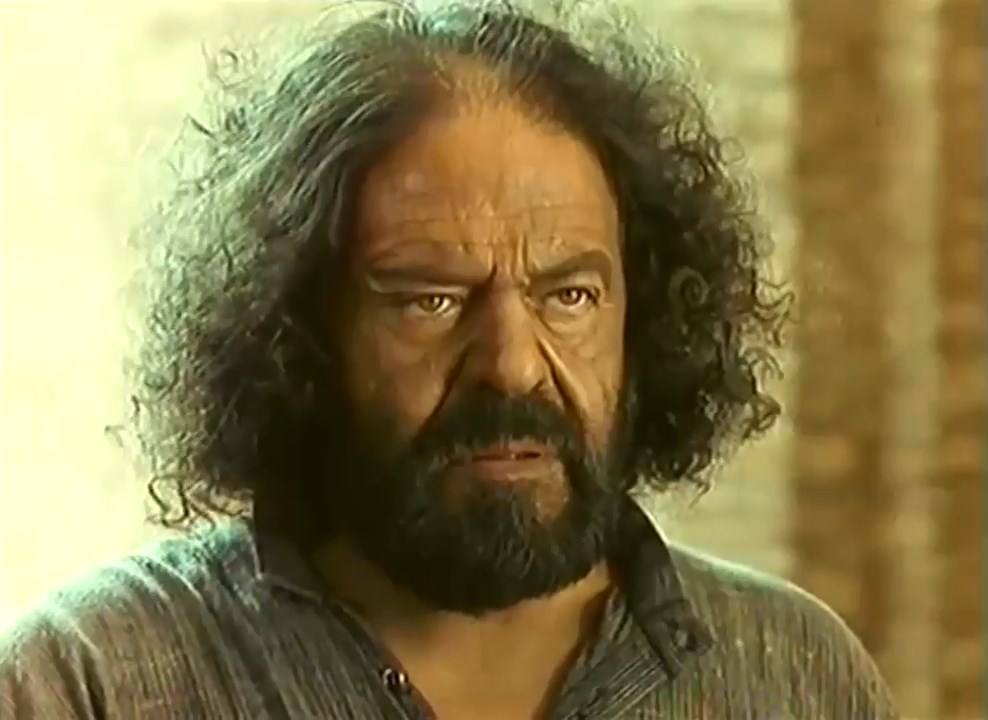
در سریال هزاردستان (در نقش شعبان استخوانی)
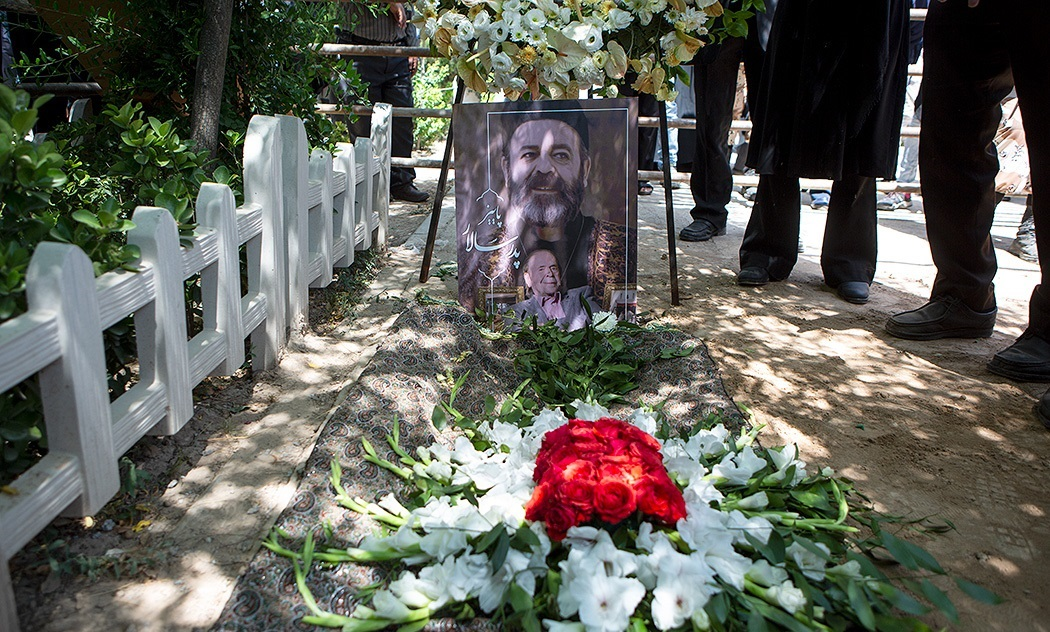
آئین تشییع

## جایزه‌ها
کشاورز برای بازی در فیلم مادر ساختهٔ علی حاتمی نامزد دریافت سیمرغ بلورین بهترین بازیگر نقش اول مرد شد.